# Théorie de l'apprentissage

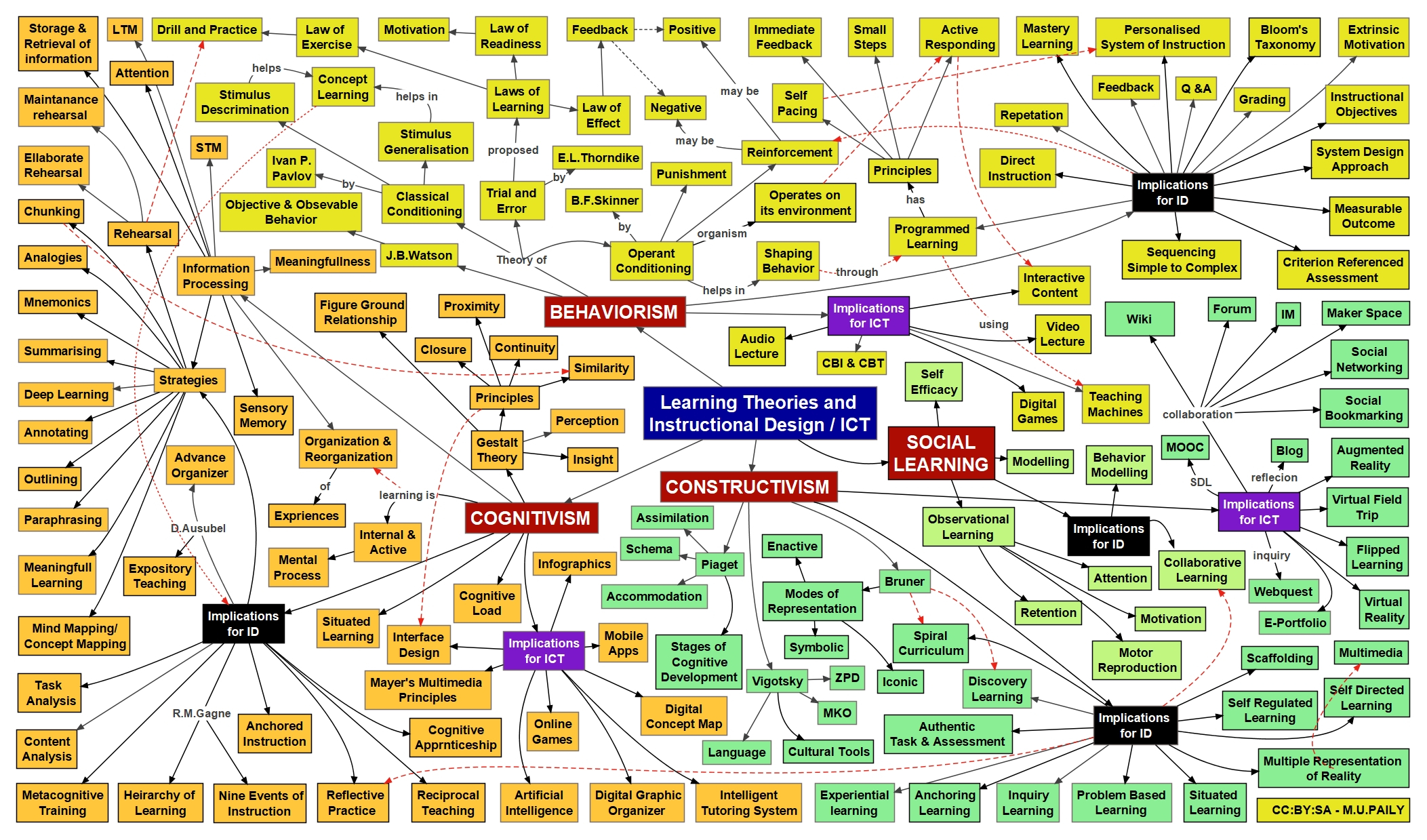
Graphique de théorie d'apprentissage.

Une théorie de l'apprentissage vise à expliquer le phénomène d'acquisition des connaissances.